# Guineu voladora de coll vermell
La guineu voladora de coll vermell (Pteropus vampyrus) és una espècie de ratpenat de la família dels pteropòdids. Viu a Brunei, la Xina, Indonèsia, Malàisia, Myanmar, les Filipines, Singapur, Tailàndia, el Timor Oriental i el Vietnam. El seu hàbitat natural són els boscos primaris i secundaris. Està amenaçada per la caça i la desforestació.